# Knejsted
Knejsted (tidligere Kneisted) er en mindre bebyggelse i Randers Kommune. Knejsted ligger på Udbyhøjvej midt mellem Råby og Øster Tørslev. Sognegrænsen deler Knejsted, således at den nordlige del af Knejsted ligger i Råby Sogn, og den sydlige del ligger i Øster Tørslev Sogn.
Knejsted er beliggende 3 km øst for Øster Tørslev, 18 km nordøst for Randers og 17 km syd for Hadsund.

## Etymologi
Forleddet er afledt af "knæ" i betydningen "bugtning i terrænet". Der har været peget på, at Knejsted "ligger ved en karakteristisk zigzagkurve på Udbyhøjvejen" til støtte for denne tolkning. Stednavneforskeren Kristian Hald har som anden mulighed foreslået betydningen "bakkefremspring". Uanset hvilken af de to forklaringer, der er den rigtige, må navnet henvise til en terrænformation og derved indgår på linje med en række andre stednavne, der ender på -sted.

## Historie
Knejsted omtales første gang 7. marts 1469 som Knastedt og 21. maj 1481 og 16. juni 1483 som Knestet.
Knejsted landsby bestod i 1688 af 8 gårde og et samlet dyrket areal på 366,1 tønder land skyldsat til 61,79 tønder hartkorn. Dyrkningsformen var græsmarksbrug med tægter.